# Kim Yoon-hye
Đây là một tên người Triều Tiên, họ là Kim.
Kim Yoon-hye (tiếng Hàn: 김윤혜; sinh ngày 24 tháng 5 năm 1991) là một nữ diễn viên người Hàn Quốc. Cô xuất hiện lần đầu trên trang bìa tạp chí Vogue Girl Korea năm 2002, và cũng là người mẫu cho MTV Asia năm 2005 trước khi đóng vai chính trong một số video âm nhạc. Cô ấy ra mắt diễn xuất với nghệ danh Woori, có nghĩa là "chúng tôi" trong tiếng Hàn, khiến tên của cô ấy khó được tìm kiếm trên các cổng thông tin internet. Cô quay lại sử dụng tên thật của mình là Kim Yoon-hye trong quá trình quảng bá cho bộ phim kinh dị-hài Ghost Sweepers vào năm 2012. Tiếp theo, Yoon-hye tham gia đóng vai phụ trong các bộ phim truyền hình Heartstrings, I Need a Fairy (còn được biết là Sent from Heaven), và Mỹ nam nhà bên. Năm 2013, cô nhận được nhiều đánh giá tích cực nhờ vai diễn một nữ sinh trung học lạnh lùng và xa cách trong bộ phim kinh dị lãng mạn Steel Cold Winter.

## Danh sách phim

### Phim
| Năm  | Nhan đề            | Vai diễn    | Ghi chú   | Ng.   |
| ---- | ------------------ | ----------- | --------- | ----- |
| 2017 | Because I Love You | Kim Mal-hee |           |       |
| 2019 | Private Woman      | TBA         |           |       |
| 2022 | The Scene          | Si-young    | Vai chính | [ 6 ] |

### Phim truyền hình
| Năm  | Nhan đề         | Kênh                   | Vai diễn      | Ghi chú   | Ng.   |
| ---- | --------------- | ---------------------- | ------------- | --------- | ----- |
| 2017 | My Sassy Girl   | SBS                    | Jung Da-yeon  | Vai chính |       |
| 2018 | The Third Charm | JTBC                   | Min Se-eun    | Vai phụ   | [ 7 ] |
| 2020 | Trở lại tuổi 18 | JTBC                   | Kwon Yu-mi    | Vai phụ   |       |
| 2021 | Vincenzo        | tvN                    | Seo Mi-ri     | Vai phụ   |       |
| 2021 | Friendly Police | Olleh TV Choice, Seezn | Arin          |           |       |
| 2022 | Sao băng        | tvN                    | Park Ho-young | Vai phụ   | [ 8 ] |

### Phim chiếu mạng
| Năm  | Nhan đề             | Nền tảng | Vai diễn   | Ghi chú   | Ng.    |
| ---- | ------------------- | -------- | ---------- | --------- | ------ |
| 2021 | The Magic           | KT Seezn | Seo Ye-ji  |           | [ 9 ]  |
| TBA  | The Fool of the End | Netflix  | Kang In-ah | Vai chính | [ 10 ] |

## Giải thưởng và đề cử
| Năm  | Lễ trao giải                                                     | Hạng mục                       | (Những) Người / Tác phẩm được đề cử | Kết quả   | Ng. |
| ---- | ---------------------------------------------------------------- | ------------------------------ | ----------------------------------- | --------- | --- |
| 2014 | Liên hoan Điện ảnh Vàng lần thứ 34 (34th Golden Cinema Festival) | Nữ diễn viên mới xuất sắc nhất | Steel Cold Winter                   | Đoạt giải |     |